# Stazione di Buttrio
La stazione di Buttrio è una fermata sita a Buttrio sulla linea ferroviaria Udine-Trieste.

## Storia
Già stazione, venne trasformata in fermata il 20 luglio 2005.

## Movimento
La stazione è servita da treni regionali svolti da Trenitalia nell'ambito del contratto di servizio stipulato con le Regioni interessate.

## Servizi
- Biglietteria automatica

## Interscambi
- Fermata autobus